# Порт Нінбо-Чжоушань
Порт Нінбо-Чжоушань (宁波舟山港) — найбільш завантажений порт у світі з точки зору тоннажу вантажів. У 2015 році він обробив 888,96 млн тонн вантажів. Порт розташований у Нінбо та Чжоушані, на узбережжі Східно-Китайського моря, у провінції Чжецзян на південно-східному кінці затоки Ханчжоу, через яку він звернений до муніципалітету Шанхай.
Порт знаходиться на перетині внутрішніх і прибережних судноплавних шляхів з півночі на південь, включаючи канали до важливого внутрішнього водного шляху до внутрішнього Китаю, річки Янцзи, на північ. Порт складається з кількох портів: Бейлун (морський порт), Чженхай (порт лиману) та стара гавань Нінбо (внутрішній річковий порт).
Оператор порту, Ningbo Zhoushan Port Co., Ltd. (NZP), є зареєстрованою компанією, але станом на 30 червня 2017 року вона на 76,31 % належить державній компанії Ningbo Zhoushan Port Group Co., Ltd.

## Історія

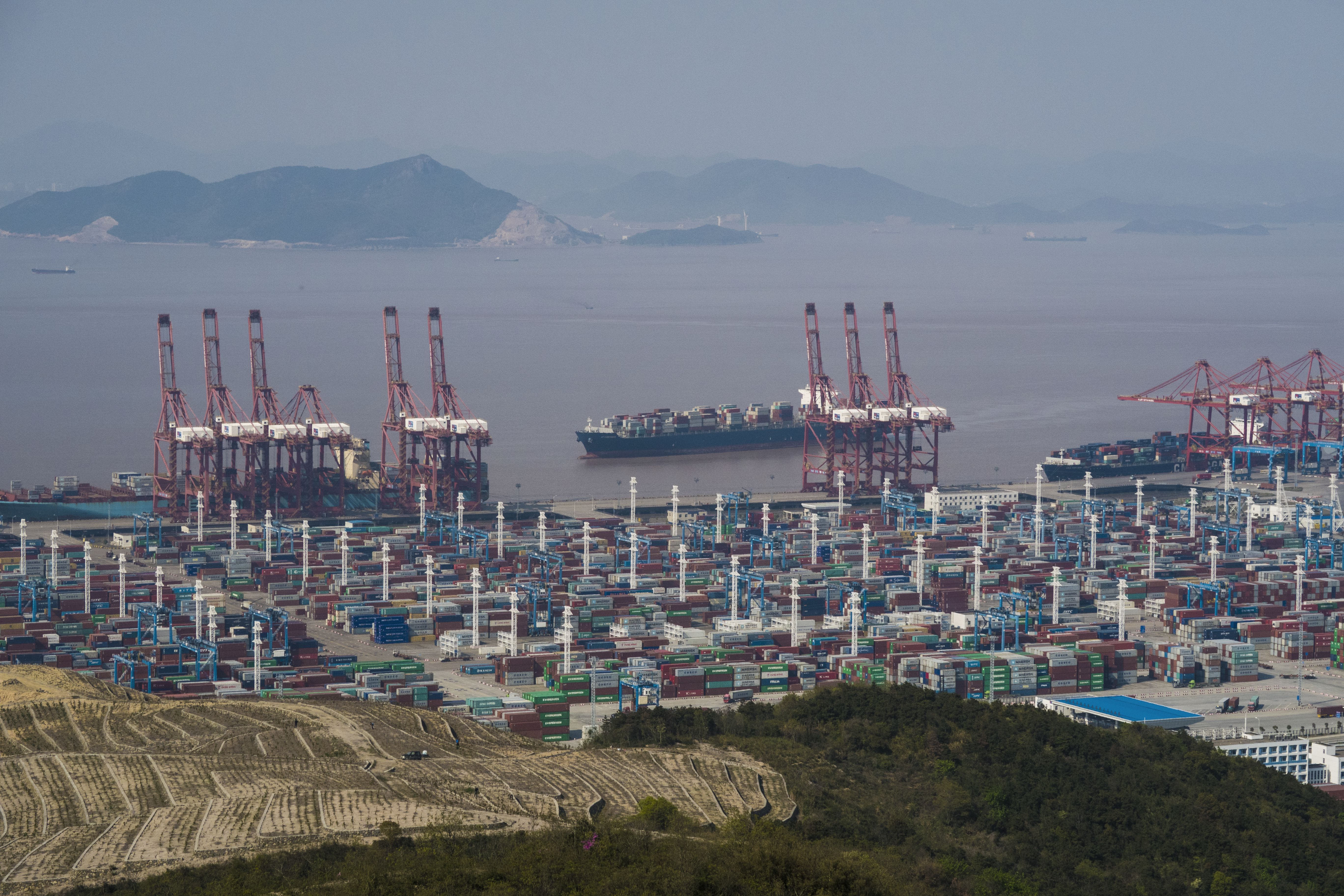
Порт Нінбо-Чжоушань, район 4 причала.

Порт Нінбо був заснований в 1738 році. За часів династії Тан (618—907) він був відомий як один з трьох основних морських портів для зовнішньої торгівлі під назвою «Мінчжоу», поряд з Янчжоу і Гуанчжоу.
За часів династії Сун він став одним із трьох великих портових міст для зовнішньої торгівлі разом з Гуанчжоу та Цюаньчжоу. Після Нанкінського договору 1842 року, який завершив Першу опіумну війну, він був визначений як один із «п'яти договорних портів» разом із Гуанчжоу, Сямень, Фучжоу та Шанхай.
У 2006 році порт Нінбо був об'єднаний із сусіднім портом Чжоушань, щоб утворити об'єднаний центр обробки вантажів. Об'єднаний порт Нінбо-Чжоушань обробив загальний обсяг вантажів у 744 000 000 метричних тонн вантажів у 2012 році, що робить його найбільшим портом у світі з точки зору тоннажу вантажу, вперше перевершивши порт Шанхай.
Порт є частиною морського шовкового шляху 21-го століття, який проходить від китайського узбережжя до Сінгапуру, до південного краю Індії до Момбаси, звідти через Червоне море через Суецький канал до Середземного моря, звідти до регіону Верхньої Адріатики до північноіталійського центру Трієста з його зв'язками з Центральною Європою та Північним морем.

## Економіка
Порт Нінбо-Чжоушань займається економічною торгівлею вантажами, сировиною та промисловими товарами з Північної та Південної Америки та Океанії. Вона має економічну торгівлю з понад 560 портами з більш ніж 90 країн і регіонів світу. Це один зі зростаючого числа портів Китаю з обсягом перевезення вантажів понад 100 мільйонів тонн на рік.
Якість води в порту Нінбо-Чжоушань стала сильно забрудненою за останні десять років через масовий морський рух, який постійно працює.

### Інфраструктура порту
Комплекс порту Нінбо-Чжоушань — це сучасний багатоцільовий глибоководний порт, що складається з внутрішніх, естуарій та прибережні гавані. Всього є 191 причал, у тому числі 39 глибоководних причалів місткістю 10 000 і більше.
Більші порти включають термінал сирої нафти місткістю 250 000 тонн і причал для завантаження руди на 200 000 тонн. Також є спеціально побудований термінал для контейнерних суден 6-го покоління та причал на 50 000 тонн, призначений для рідких хімічних продуктів.
У серпні 2020 року група порту Нінбо-Чжоушань (NZP) разом з бразильським видобувником залізної руди Vale відкрили шліфувальний центр Шуланху (鼠浪湖码头) після співпраці, яка розпочалася у 2016 році. У листопаді 2020 року за цим виникла інвестиційна угода в розмірі 4,3 мільярда CN¥ (650,6 мільйона доларів США). Зона вільної торгівлі Чжецзян процитувала, що буде побудовано «склад для зберігання залізної руди з максимальною місткістю 4,1 мільйона тонн, цех для змішування та переробки руди та два причали для відвантаження».